# آکوا و ساپونه
آکوا و ساپونه (کد تیم یوسی‌آی: ASA) تیم حرفه‌ای ایتالیایی بود که در رشتهٔ دوچرخه‌سواری جاده فعالیت می‌کرد و عضو تور دوچرخه‌سواری اروپا بود. گاهی نیز به مسابقات پروتور دعوت می‌شد. این تیم در سال ۲۰۰۴ بنیان‌گذاری و در سال ۲۰۱۲ پس از کناره‌گیری حامی اصلی خود، منحل شد.
عمده‌ترین موفقیت‌های تیم، قهرمانی رده‌بندی کوهستان جیرو دیتالیا توسط استفانو گارتزلی در سال‌های ۲۰۰۹ و ۲۰۱۱ بود.